# Neoteropody
Neoteropody (Neotheropoda) – grupa dinozaurów z podrzędu teropodów. Obecnie uznaje się tę grupę za obejmującą ostatniego wspólnego przodka Coelophysis bauri i Passer domesticus (Sereno 2004, czyli zmodyfikowana definicja Wilsona i innych z 2003, powstała ze zmodyfikowanej definicji Sereno z 1988 r.).
Inne definicje:
1. Ostatni wspólny przodek gatunków Ceratosaurus nasicornis i Passer domesticus i wszyscy jego potomkowie (zmodyfikowana definicja Padiana i innych z 1999 r.).
2. Ostatni wspólny przodek Ceratosaurus nasicornis i Allosaurus fragilis i wszyscy jego potomkowie (zmodyfikowana definicja Kischlata z 2002).
3. Ostatni wspólny przodek następujących gatunków: Liliensternus liliensterni, Coelophysis bauri, Syntarsus rhodesiensis, Syntarsus kayentakatae, Segisaurus halli, Sarcosaurus woodi, Dilophosaurus wetherilli i Ceratosaurus nasicornis oraz wszyscy jego potomkowie.

## Klasyfikacja
- Neotheropoda
  - Nadrodzina Coelophysoidea
    - Rodzaj Sarcosaurus
    - Rodzaj Gojirasaurus
    - Rodzaj Halticosaurus
    - Rodzina Coelophysidae
      - Podrodzina Coelophysinae

    - Rodzina Dilophosauridae

  - Takson Averostra
    - Takson Ceratosauria
      - Rodzaj Chuandongocoelurus
      - Rodzaj Elaphrosaurus
      - Rodzaj Lukousaurus?
      - Nadrodzina Ceratosauroidea
        - Rodzina Abelisauridae
        - Rodzina Noasauridae

    - Infrarząd Tetanurae
      - Nadrodzina Megalosauroidea
        - Rodzina Spinosauridae
        - Rodzina Megalosauridae

      - Takson Avetheropoda
        - Takson Carnosauria
        - Takson Coelurosauria